# 希南帕夏清真寺
希南帕夏清真寺（土耳其語：Sinan Paşa Camii）是土耳其伊斯坦布尔的一座奥斯曼清真寺，位于人口密集的贝西克塔斯区。它由奥斯曼帝国著名建筑师米马尔·希南根据希南帕夏将军的命令建造。巴巴罗萨·海雷丁帕夏墓位于街对面。米马尔·希南的清真寺据称“改变了建筑的历史。”